# Синдром Парино
Синдром Парино, известный также как  синдром спинного среднего мозга  и  паралич вертикального взора  — невозможность перемещения глаз вверх или вниз. Причиной этого синдрома часто является опухоль шишковидной железы, которая сдавливает центр вертикального взгляда  в ростральном интерстициальном ядре медиального продольного пучка (riMLF). Глаза теряют способность двигаться вверх.
Синдром Парино — это группа нарушений движения глаз и дисфункции зрачков. Синдром обусловлен поражением верхней части ствола головного мозга и назван в честь Анри Парино (фр. Henri Parinaud)  (1844-1905), который считается отцом французской офтальмологии.

## Симптомы
Синдром Парино — кластер нарушений движения глаз и дисфункции зрачков. При синдроме Парино проявляются следующие симптомы: 
1. Паралич взора вверх (супрануклеарный парез): взгляд вниз, как правило, сохраняется. [3]
2. Псевдо-зрачок Аргайла Робертсона: наступает паралич аккомодации, и зрачки становятся средне расширены, обнаруживая диссоциацию ярко-близко.[4]
3. Конвергенционно-ретракционный нистагм: попытки  взгляда вверх часто приводят к этому явлению. При быстром взгляде вверх появляются тянущие ощущения в глазах и глазные яблоки втягиваются. Самый простой способ вызвать эту реакцию — попросить пациента следить за нисхождением полосы на оптокинетическогом барабане.
4. Втягивание век (признак Кольера)
5. Конъюгация взгляда вниз в преимущественном положении: «знак закатного солнца». Нейрохирурги видят этот признак чаще всего у пациентов с неудачным вентрикулоперитонеальным шунтированием.

Синдром так же часто связан с двусторонним отёком диска зрительного нерва и реже ассоциируется со спазмом аккомодации при попытке поднять взгляд, псевдопараличем шестого нерва (также известным как эзотропия таламуса) или более медленным движением при отведения взгляда, чем  во время горизонтальных саккад, качающимся нистагмом   и связанным с ним дефицитом глазной моторики, в том числе косыми отклонениями, параличем глазодвигательного нерва, параличем блокового нерва  и межъядерной офтальмоплегией.

## Причины
Синдром Парино проявляется в результате прямой или сдавленной травмы среднего мозга. В частности, сжатие или ишемические повреждения покрова среднего мозга, в том числе двухолмия, прилегающего глазодвигательного (происходящего от черепно-мозговых нервов III) и Едингер-Вестфального ядер, способно вызвать дисфункцию  моторной функции глаза.
Чаще всего синдром выявляется у следующих групп людей:
1. Молодые пациенты с опухолями головного мозга в шишковидной железе или среднем мозге : пинеалома ( внутричерепные герминома) является наиболее распространённым поражением, порождающим этот синдром.
2. Женщины в возрасте  20-30 годов с рассеянным склерозом
3. Пожилые пациенты после инсульта верхнего мозга

Тем не менее, любой другой вид сжатия, ишемии или повреждения этой области может повлечь за собой следующие нарушения: обструктивную гидроцефалию, кровоизлияния в  средний мозг, церебральную артериовенозную мальформацию, травматологические и токсоплазмозные инфекции ствола мозга. Новообразования и гигантские аневризмы задней черепной ямки были также связаны с синдромом среднего мозга.
Вертикальная супрануклеарная офтальмоплегия также была связана с нарушением обмена веществ, такими как болезнь Нимана-Пика, болезнь Вильсона, желтуха, и  передозировка барбитуратов.

## Прогноз и лечение
Глазные проблемы синдрома Парино в целом улучшаются медленно в течение нескольких месяцев, особенно с рассасыванием причинного фактора; продолжение рассасывания после первых 3-6 месяцев от начала заболевания встречается редко. Тем не менее, были сведения о быстром рассасывании после нормализации внутричерепного давления путём  вентрикулоперитонеального шунтирования.
Лечение в первую очередь направлено на этиологию синдрома среднего спинного мозга. Тщательное клиническое обследование, в том числе нейровизуализация, важны чтобы исключать  анатомических повреждения или других причины этого синдрома. Визуально значительный  паралич верхнего взгляда может быть освобождён посредством двусторонней рецессии нижней прямой мышцы. Ретракции нистагма и движения конвергенции обычно также улучшаются с этой процедурой.